# Андрухов Петро Зотович
Андрухов Петро Зотович (нар. 5 липня 1924, Острог — пом. 6 серпня 1996, Острог) — український історик, краєзнавець, освітній і громадський діяч, засновник і перший голова Острозького науково-краєзнавчого товариства «Спадщина» імені князів Острозьких (1989–1996), член і один із засновників Острозького осередку Українського історичного товариства, керівник наукового Центру вивчення спадщини Острозької Академії, Почесний професор Академії; ветеран Другої світової війни, кавалер ордена «Отечественная война II степени» і медалей «За відвагу», «За бойові заслуги», «За перемогу над Німеччиною»; лауреату Рівненської обласної премії «За відродження Волині».

## Біографія
Народився 5 липня 1924 року в Острозі в родині службовців. Його батько, Зот Пантелеймонович Андрухов, був старшиною армії УНР. У 1933 році батьки розлучилися.
21 червня 1939 року закінчив базову вселюдну «Повшехтну» школу при державному педагогічному ліцеї.
7 березня 1944 був мобілізований у Червону Армію. 24 березня 1944 року був приведений до присяги в місті Харкові, у 533 запасному стрілецькому полку. Брав участь у військових операціях до травня 1945 року. Війну закінчив під Кенігсбергом в чині командира взводу.
Демобілізувався у березні 1947 року.
У травні 1947 Андрухов одружився з Ніною Олександрівною Прудкою, яка працювала в Острозькому пологовому будинку. У сім'ї народилося двоє синів: Сергій та Олександр.
У 1949 році вступив до Острозького педагогічного училища (заочно), повний курс якого закінчив у серпні 1950 року, отримавши кваліфікацію вчителя початкових класів. По закінченні педучилища працював вихователем дитячого будинку, а згодом учителем Білашівської семирічної школи.
У 1952 році вступив на заочне відділення історико-філологічного факультету Львівського педагогічного інституту, який успішно закінчив у 1957 році, отримавши спеціальність учителя історії середньої школи. Працював учителем Острозької вечірньої школи, а згодом — учителем Острозької СШ № 1.
З серпня 1965 по квітень 1968 працював на посаді директора Острозького краєзнавчого музею.
29 грудня 1965 був нагороджений знаком «Відмінник народної освіти».
Створив науково-краєзнавче товариство «Спадщина» імені князів Острозьких, яке об'єднало вчителів, лікарів, працівників культури Острога.
У вересні 1990 року з ініціативи Андрухова були започатковані постійні щорічні науково-краєзнавчі конференції під девізом «Острог на порозі 900-річчя».
В 1992 році Український фонд культури нагородив П. З. Андрухова премією «За відродження Волині».
Помер 6 серпня 1996 року від раку легенів.

## Науковий доробок
- «Волинська земля (Ровенщина) з глибини століть до сьогодення» (мала хронологічна таблиця)
- «Волинська земля» (хроніка-джерела-постаті)
- «600 імен в історії Великої Волині»
- «Волинь в легендах і переказах»
- «Волинь: події, Імена, джерела»

## Пам'ять
Іменем Петра Андрухова названа одна з вулиць Острога.
В Острозькій Академії започаткована стипендія імені Петра Андрухова найкращим студентам-історикам, на стіні будинку де проживав П. Андрухов встановлено меморіальну дошку.